# كيجو هوسكو
كيجو هوسكو (بالفنلندية: Keijo Huusko)‏ (5 أغسطس 1980 بكيمي في فنلندا - ) هو لاعب كرة الصالات ‏ ولاعب كرة قدم فنلندي في مركز الهجوم. شارك مع منتخب فنلندا لكرة القدم. أما مع النوادي، فقد لعب مع ترومسو إيدريتسلاغ ونادي روفانييمن بالوسورا ونادي سترومسغودست لكرة القدم ونادي سترومسغودست ونادي فآسا ونادي لين ونادي هكن وTP-47 ‏ وPalloseura Kemi Kings ‏.

## روابط خارجية
- كيجو هوسكو على موقع قاعدة بيانات كرة القدم.إي يو (الإنجليزية)
- كيجو هوسكو على موقع ناشيونال فوتبول تيمز (الإنجليزية)
- كيجو هوسكو على موقع عالم كرة القدم.نت (الإنجليزية)